# Carex fritschii
Carex fritschii là một loài thực vật có hoa trong họ Cói. Loài này được Waisb. mô tả khoa học đầu tiên năm 1895.